# Olympische Winterspiele 1968/Ski Nordisch
Bei den X. Olympischen Winterspielen 1968 in Grenoble fanden zehn Wettbewerbe im nordischen Skisport statt. Diese galten gleichzeitig als 27. Nordische Skiweltmeisterschaften. Neben olympischen Medaillen wurden auch Weltmeisterschaftsmedaillen vergeben. Einzige Ausnahme war die Nordische Kombination, in der es ausschließlich olympische Medaillen gab. Austragungsorte waren Autrans mit der Sprungschanze Le Claret und dem provisorischen Skistadion südlich des Dorfes sowie Saint-Nizier-du-Moucherotte mit der Dauphiné-Schanze.
Zum ersten Mal starteten zwei deutsche Teams bei Olympischen Spielen. Die Bundesrepublik Deutschland und die DDR traten mit einer jeweils eigenen Mannschaft an.

## Bilanz

### Medaillenspiegel
| Platz | Land             | Gold | Silber | Bronze | Gesamt |
| ----- | ---------------- | ---- | ------ | ------ | ------ |
| 1     | Norwegen         | 4    | 2      | 2      | 8      |
| 2     | Schweden         | 2    | 2      | 1      | 5      |
| 3     | Sowjetunion      | 1    | 2      | 2      | 5      |
| 4     | Tschechoslowakei | 1    | 1      | –      | 2      |
| 5     | BR Deutschland   | 1    | –      | –      | 1      |
| 5     | Italien          | 1    | –      | –      | 1      |
| 7     | Finnland         | –    | 1      | 2      | 3      |
| 8     | Österreich       | –    | 1      | 1      | 2      |
| 8     | Schweiz          | –    | 1      | 1      | 2      |
| 10    | DDR              | –    | –      | 1      | 1      |

### Medaillengewinner
| Konkurrenz        | Gold                                                         | Silber                                                           | Bronze                                                            |
| ----------------- | ------------------------------------------------------------ | ---------------------------------------------------------------- | ----------------------------------------------------------------- |
| 15 km             | Harald Grønningen                                            | Eero Mäntyranta                                                  | Gunnar Larsson                                                    |
| 30 km             | Franco Nones                                                 | Odd Martinsen                                                    | Eero Mäntyranta                                                   |
| 50 km             | Ole Ellefsæter                                               | Wjatscheslaw Wedenin                                             | Josef Haas                                                        |
| 4 × 10 km Staffel | Ole Ellefsæter, Harald Grønningen, Odd Martinsen, Pål Tyldum | Bjarne Andersson, Jan Halvarsson, Gunnar Larsson, Assar Rönnlund | Kalevi Laurila, Eero Mäntyranta, Kalevi Oikarainen, Hannu Taipale |

| Konkurrenz       | Gold                                     | Silber                                                | Bronze                                               |
| ---------------- | ---------------------------------------- | ----------------------------------------------------- | ---------------------------------------------------- |
| 5 km             | Toini Gustafsson                         | Galina Kulakowa                                       | Alewtina Koltschina                                  |
| 10 km            | Toini Gustafsson                         | Berit Mørdre                                          | Inger Aufles                                         |
| 3 × 5 km Staffel | Inger Aufles, Babben Enger, Berit Mørdre | Toini Gustafsson, Barbro Martinsson, Britt Strandberg | Rita Atschkina, Alewtina Koltschina, Galina Kulakowa |

| Konkurrenz    | Gold               | Silber           | Bronze        |
| ------------- | ------------------ | ---------------- | ------------- |
| Normalschanze | Jiří Raška         | Reinhold Bachler | Baldur Preiml |
| Großschanze   | Wladimir Beloussow | Jiří Raška       | Lars Grini    |

| Konkurrenz | Gold         | Silber      | Bronze       |
| ---------- | ------------ | ----------- | ------------ |
| Einzel     | Franz Keller | Alois Kälin | Andreas Kunz |

## Langlauf Männer

### 15 km
Olympiasieger 1964: Eero Mäntyranta (FIN) / Weltmeister 1966: Gjermund Eggen (NOR).

| Platz | Land | Sportler            | Zeit (min) |
| ----- | ---- | ------------------- | ---------- |
| 1     | NOR  | Harald Grønningen   | 47:54,2    |
| 2     | FIN  | Eero Mäntyranta     | 47:56,1    |
| 3     | SWE  | Gunnar Larsson      | 48:33,7    |
| 4     | FIN  | Kalevi Laurila      | 48:37,6    |
| 5     | SWE  | Jan Halvarsson      | 48:39,1    |
| 6     | SWE  | Bjarne Andersson    | 48:41,1    |
| 7     | NOR  | Pål Tyldum          | 48:42,0    |
| 8     | NOR  | Odd Martinsen       | 48:49,3    |
| 9     | URS  | Waleri Tarakanow    | 49:04,1    |
| 10    | FIN  | Kalevi Oikarainen   | 49:11,1    |
|       |      |                     |            |
| 12    | FRG  | Walter Demel        | 49:38,4    |
| 18    | SUI  | Josef Haas          | 50:34,8    |
| 19    | SUI  | Flury Koch          | 50:37,2    |
| 20    | FRG  | Karl Buhl           | 50:38,1    |
| 29    | GDR  | Gerhard Grimmer     | 51:22,1    |
| 30    | SUI  | Albert Giger        | 51:26,6    |
| 31    | AUT  | Andreas Janc        | 51:29,8    |
| 33    | GDR  | Gert-Dietmar Klause | 51:51,6    |
| 35    | SUI  | Konrad Hischier     | 52:06,4    |
| 37    | GDR  | Peter Thiel         | 52:07,8    |
| 38    | FRG  | Helmut Gerlach      | 52:21,8    |
| 39    | FRG  | Klaus Ganter        | 52:30,0    |
| 42    | AUT  | Heinrich Wallner    | 52:53,6    |
| 47    | AUT  | Ernst Pühringer     | 53:23,0    |
| 51    | AUT  | Walter Sailer       | 54:12,5    |

Datum: 10. Februar 1968, 08:30 Uhr

Höhenunterschied: 214 m; Maximalanstieg: 74 m; Totalanstieg: 490 m

75 Teilnehmer aus 25 Ländern, davon 72 in der Wertung.
Als erster der Favoriten nahm der Norweger Grønningen die Strecke in Angriff. Lufttemperaturen knapp über dem Gefrierpunkt hatten die Loipe ein wenig aufgeweicht, wodurch die tieferen Startnummern einen leichten Vorteil besaßen. Der später gestartete Finne Mäntyranta lag nach 5 km noch hinter Grønningen zurück, wies aber bei der 10-km-Zwischenzeit einen Vorsprung von 9,6 Sekunden auf. Grønningen war auf den letzten 5 km der Schnellste, überholte Mäntyranta und hatte am Ende einen Vorsprung von 1,9 Sekunden. Der Schwede Larsson lag nach 10 km noch auf dem 6. Platz, konnte aber drei Ränge gutmachen und gewann die Bronzemedaille.

### 30 km
Olympiasieger 1964 und Weltmeister 1966: Eero Mäntyranta (FIN).
| Platz | Land | Sportler               | Zeit (h)  |
| ----- | ---- | ---------------------- | --------- |
| 1     | ITA  | Franco Nones           | 1:35:39,2 |
| 2     | NOR  | Odd Martinsen          | 1:36:28,9 |
| 3     | FIN  | Eero Mäntyranta        | 1:36:55,3 |
| 4     | URS  | Wladimir Woronkow      | 1:37:10,8 |
| 5     | ITA  | Giulio Deflorian       | 1:37:12,9 |
| 6     | FIN  | Kalevi Laurila         | 1:37:29,8 |
| 7     | FIN  | Kalevi Oikarainen      | 1:37:34,4 |
| 8     | SWE  | Gunnar Larsson         | 1:37:48,1 |
| 9     | FRG  | Walter Demel           | 1:37:49,2 |
| 10    | URS  | Anatoli Akentjew       | 1:37:52,4 |
|       |      |                        |           |
| 15    | GDR  | Gerhard Grimmer        | 1:38:46,0 |
| 19    | GDR  | Gert-Dietmar Klause    | 1:39:30,5 |
| 28    | SUI  | Denis Mast             | 1:41:58,8 |
| 30    | SUI  | Konrad Hischier        | 1:42:26,1 |
| 31    | FRG  | Karl Buhl              | 1:42:52,2 |
| 32    | SUI  | Flury Koch             | 1:43:06,9 |
| 35    | SUI  | Fritz Stüssi           | 1:43:57,8 |
| 36    | GDR  | Axel Lesser            | 1:44:16,2 |
| 37    | GDR  | Helmut Unger           | 1:44:47,9 |
| 38    | AUT  | Ernst Pühringer        | 1:44:51,0 |
| 40    | AUT  | Franz Vetter           | 1:45:11,2 |
| 46    | FRG  | Herbert Steinbeißer    | 1:46:31,2 |
| 48    | FRG  | Karl-Heinz Scherzinger | 1:47:08,7 |
| 50    | AUT  | Hansjörg Farbmacher    | 1:49:43,3 |

Datum: 7. Februar 1968, 08:30 Uhr

Höhenunterschied: 275 m; Maximalanstieg: 90 m; Totalanstieg: 990 m

66 Teilnehmer aus 22 Ländern, davon 63 in der Wertung.
Der 30-km-Lauf war die erste Entscheidung dieser Winterspiele, zurückzulegen waren zwei Schleifen von 10 und 20 km Länge. Die Favoriten hatten durchwegs hintere Startnummern gewählt. Der italienische Zollwachbeamte Franco Nones hatte bald einen beachtlichen Vorsprung, doch niemand glaubte, dass er dieses Tempo durchhalten würde. Er legte die ersten 10 km am schnellsten zurück und lag 21,7 Sekunden vor Woronkow und 28,4 Sekunden vor Eero Mäntyranta. Bis zur nächsten Zwischenzeit bei 20 km kam der Finne bis auf 4,2 Sekunden an den Italiener heran, während der Norweger Odd Martinsen bereits einen Rückstand von 32,3 Sekunden aufwies. Es deutete auf eine erfolgreiche Titelverteidigung durch den Finnen hin. Doch auf dem letzten, meist bergab führenden Abschnitt konnte sich Nones nochmals steigern: Er lief wiederum die klare Bestzeit und realisierte den ersten Olympiasieg eines Langläufers aus einem Alpenland (und war erster nichtskandinavischer Goldmedaillengewinner in einer Einzelkonkurrenz, nachdem 1956 es der Staffel der Sowjetunion gelungen war, überhaupt erstes Gold eines Landes außerhalb Skandinaviens zu erobern). Mäntyranta baute ab, Martinsen nahm ihm auf dem letzten Teilstück fast eine Minute ab und stieß auf den zweiten Platz vor.

### 50 km
Olympiasieger 1964: Sixten Jernberg (SWE) / Weltmeister 1966: Gjermund Eggen (NOR).

| Platz | Land | Sportler             | Zeit (h)  |
| ----- | ---- | -------------------- | --------- |
| 1     | NOR  | Ole Ellefsæter       | 2:28:45,8 |
| 2     | URS  | Wjatscheslaw Wedenin | 2:29:05,5 |
| 3     | SUI  | Josef Haas           | 2:29:14,8 |
| 4     | NOR  | Pål Tyldum           | 2:29:26,7 |
| 5     | SWE  | Melcher Risberg      | 2:29:37,0 |
| 6     | SWE  | Gunnar Larsson       | 2:29:37,2 |
| 7     | SWE  | Jan Halvarsson       | 2:30:05,9 |
| 8     | NOR  | Reidar Hjermstad     | 2:31:01,8 |
| 9     | FRG  | Walter Demel         | 2:31:14,4 |
| 10    | SWE  | Assar Rönnlund       | 2:31:19,3 |
|       |      |                      |           |
| 13    | AUT  | Andreas Janc         | 2:32:32,2 |
| 23    | SUI  | Alois Kälin          | 2:36:40,8 |
| 25    | GDR  | Gert-Dietmar Klause  | 2:36:52,5 |
| 33    | FRG  | Helmut Gerlach       | 2:41:55,8 |
| 34    | AUT  | Franz Vetter         | 2:43:51,1 |
| 37    | SUI  | Franz Kälin          | 2:44:29,7 |
| 43    | FRG  | Siegfried Weiß       | 2:46:53,4 |

Datum: 17. Februar 1968, 08:30 Uhr

Höhenunterschied: 248 m; Maximalanstieg: 70 m; Totalanstieg: 1480 m

51 Teilnehmer aus 18 Ländern, davon 47 in der Wertung.
Zurückzulegen war zweimal eine Runde mit einer Länge von 25 km. Der Norweger Reidar Hjermsted lag bei 15 km in Führung, gefolgt von seinem Landsmann Ole Ellefsæter und dem Schweden Assar Rönnlund. Nach Hälfte der Strecke übernahm Ellefsæter die Führung, während Hjermsted und Rönnlund weit zurückfielen. Bei 40 km kam Pål Tyldum bis auf 40 Sekunden an Ellefsæter heran und lag zwischenzeitlich auf dem zweiten Platz; nur wenig langsamer unterwegs war der Russe Wjatscheslaw Wedenin. Dieser konnte Tyldum noch überholen und gewann die Silbermedaille. Josef Haas, der nach 15 km noch auf dem 12. Platz gelegen hatte, lief auf dem letzten Abschnitt klare Bestzeit, verbesserte sich auf Platz 3 und holte die erste olympische Langlaufmedaille für die Schweiz.
Die Norweger waren die großen Gewinner der Langlaufbewerbe. Bei den 50 km hatten die Läufer Wetterglück: sonniges Wetter, schnelle Spur. Ellefsæter hatte seinen Großangriff nach ungefähr 19 Kilometern gestartet. Die Norweger waren über dessen Sieg nicht sonderlich überrascht, sie wussten, dass er der beste 50-km-Läufer war. Zwar führte vorerst Hjermstad, dann wurde aber Ellefsæter immer schneller, er nahm die steilen, schnellen Abfahrten mühelos; seine Siegerzeit war die schnellste je über 50 km gelaufene Zeit.

Enttäuschend waren die Leistungen der Schweden und Finnen, deren Asse während des Rennens fast durchwegs Schwächeanfälle erlitten und keine Chance auf den Sieg hatten.

Die Österreicher hatten nur zwei Läufer am Start. Andreas Janc lief trotz ungünstiger Start-Nr. 1 ein erfreuliches Rennen, welches nicht einmal die kühnsten Optimisten von ihm erwartet hatten. Er ließ zahlreiche Asse, darunter Mäntyranta (mit 20 Sekunden), Martinsen, und Akentjew hinter sich. Er lag nach 15 km auf Rang 18, steigerte sich Kilometer 25 auf Rang 15 und konnte mit einem kräftigen Finish auf Rang 13 vorrücken, eine seit 1948 (Josef Gstrein mit Rang 12) nicht mehr gesehene Leistung.

### 4 × 10 km Staffel
Olympiasieger 1964: SWE (Karl-Åke Asph, Sixten Jernberg, Janne Stefansson, Assar Rönnlund) / Weltmeister 1966: NOR (Odd Martinsen, Harald Grønningen, Ole Ellefsæter, Gjermund Eggen).

| Platz | Land / Sportler                                                                      | Zeit                                                        |
| ----- | ------------------------------------------------------------------------------------ | ----------------------------------------------------------- |
| 1     | Norwegen Odd Martinsen Pål Tyldum Harald Grønningen Ole Ellefsæter                   | 2:08:33,5 h 31:57,3 min 32:13,8 min 32:05,2 min 32:17,2 min |
| 2     | Schweden Jan Halvarsson Bjarne Andersson Gunnar Larsson Assar Rönnlund               | 2:10:13,2 h 32:37,0 min 32:26,4 min 32:24,4 min 32:45,4 min |
| 3     | Finnland Kalevi Oikarainen Hannu Taipale Kalevi Laurila Eero Mäntyranta              | 2:10:56,7 h 33:00,7 min 33:16,0 min 32:16,3 min 32:23,7 min |
| 4     | Sowjetunion Wladimir Woronkow Anatoli Akentjew Waleri Tarakanow Wjatscheslaw Wedenin | 2:10:57,2 h 32:38,4 min 32:32,5 min 32:56,4 min 32:49,9 min |
| 5     | Schweiz Konrad Hischier Josef Haas Flury Koch Alois Kälin                            | 2:15:32,4 h 34:27,1 min 33:02,2 min 33:45,9 min 34:17,2 min |
| 6     | Italien Giulio Deflorian Franco Nones Palmiro Serafini Aldo Stella                   | 2:16:32,2 h 34:58,4 min 33:55,6 min 34:09,9 min 33:28,3 min |
| 7     | DDR Gerhard Grimmer Axel Lesser Peter Thiel Gert-Dietmar Klause                      | 2:19:22,8 h 33:52,1 min 34:00,3 min 36:46,5 min 34:43,9 min |
| 8     | BR Deutschland Helmut Gerlach Walter Demel Herbert Steinbeißer Karl Buhl             | 2:19:37,6 h 34:53,5 min 33:42,2 min 35:27,1 min 35:34,8 min |
|       |                                                                                      |                                                             |
| 13    | Österreich Heinrich Wallner Franz Vetter Ernst Pühringer Andreas Janc                | 2:22:29,4 h 35:42,2 min 35:02,6 min 36:25,2 min 35:19,4 min |

Datum: 14. Februar 1968, 08:30 Uhr

Höhenunterschied: 174 m; Maximalanstieg: 65 m; Totalanstieg: 420 m

15 Staffeln am Start, alle in der Wertung.
In diesem Rennen mit Massenstart legte der Norweger Odd Martinsen den ersten Abschnitt am schnellsten zurück. Er war 39,7 Sekunden schneller unterwegs als der Schwede Jan Halvarsson, der Russe Wladimir Woronkow verlor 41,1 Sekunden. Auch der zweite norwegische Läufer, Pål Tyldum, lief seinen Abschnitt am schnellsten: Nach Hälfte des Rennens hatten die Norweger bereits einen Vorsprung von 52,3 Sekunden, so dass es klar war, dass sie siegen würde, womit Schweden nur mehr darauf bedacht war, Rang 2 zu halten. Harald Grønningen baute den Vorsprung der Norweger auf der dritten Runde auf 71,5 Sekunden aus und Schlussläufer Ole Ellefsæter auf 1:39,7 min. Die Schweden sicherten sich ähnlich deutlich die Silbermedaille. Der finnische Schlussläufer Eero Mäntyranta holte den Russen Wjatscheslaw Wedenin noch ein und auf der Zielgerade lieferten sich beide ein spannendes Duell, das der Finne mit einer halben Sekunde Vorsprung für sich entschied.

Österreichs Startläufer Heinrich Wallner teilte wohl aus Unroutiniertheit seine Kräfte nicht richtig ein, lief vorerst mit den Assen mit und überforderte sich.

## Langlauf Frauen

### 5 km
Olympiasiegerin 1964: Klawdija Bojarskich (URS) (Karriere beendet) / Weltmeisterin 1966: Alewtina Koltschina (URS).

| Platz | Land | Sportlerin          | Zeit (min) |
| ----- | ---- | ------------------- | ---------- |
| 1     | SWE  | Toini Gustafsson    | 16:45,2    |
| 2     | URS  | Galina Kulakowa     | 16:48,4    |
| 3     | URS  | Alewtina Koltschina | 16:51,6    |
| 4     | SWE  | Barbro Martinsson   | 16:52,9    |
| 5     | FIN  | Marjatta Kajosmaa   | 16:54,6    |
| 6     | URS  | Rita Atschkina      | 16:55,1    |
| 7     | NOR  | Inger Aufles        | 16:58,1    |
| 8     | FIN  | Senja Pusula        | 17:00,3    |
| 9     | POL  | Stefania Biegun     | 17:03,4    |
| 00    | NOR  | Berit Mørdre        | 17:11,9    |
|       |      |                     |            |
| 12    | GDR  | Christine Nestler   | 17:23,5    |
| 13    | GDR  | Gudrun Schmidt      | 17:24,3    |
| 14    | GDR  | Renate Köhler       | 17:25,5    |
| 16    | GDR  | Anna Unger          | 17:30,7    |
| 17    | FRG  | Monika Mrklas       | 17:32,5    |
| 25    | GDR  | Michaela Endler     | 17:59,2    |
| 29    | GDR  | Barbara Barthel     | 18:20,0    |

Datum: 13. Februar 1968, 9:00 Uhr

Höhenunterschied: 100 m; Maximalanstieg: 65 m; Totalanstieg: 170 m

34 Teilnehmerinnen aus 11 Ländern, alle in der Wertung.

### 10 km
Olympiasiegerin 1964 und Weltmeisterin 1966: Klawdija Bojarskich (URS) (Karriere beendet).

| Platz | Land | Sportlerin          | Zeit (min) |
| ----- | ---- | ------------------- | ---------- |
| 1     | SWE  | Toini Gustafsson    | 36:45,5    |
| 2     | NOR  | Berit Mørdre        | 37:54,6    |
| 3     | NOR  | Inger Aufles        | 37:59,9    |
| 4     | SWE  | Barbro Martinsson   | 38:07,1    |
| 5     | FIN  | Marjatta Kajosmaa   | 38:09,0    |
| 6     | URS  | Galina Kulakowa     | 38:26,7    |
| 7     | URS  | Alewtina Koltschina | 38:52,9    |
| 8     | NOR  | Babben Enger        | 38:54,4    |
| 9     | GDR  | Christine Nestler   | 39:07,9    |
| 10    | SWE  | Barbro Tano         | 39:09,6    |
|       |      |                     |            |
| 14    | GDR  | Gudrun Schmidt      | 39:22,8    |
| 16    | GDR  | Renate Köhler       | 39:27,4    |
| 20    | FRG  | Monika Mrklas       | 39:58,2    |
| 22    | GDR  | Anna Unger          | 40:36,8    |
| 26    | FRG  | Michaela Endler     | 41:01,1    |

Datum: 9. Februar 1968, 9:00 Uhr

Höhenunterschied: 139 m; Maximalanstieg: 70 m; Totalanstieg: 320 m

34 Teilnehmerinnen aus 11 Ländern, davon 32 in der Wertung.
Gustafsson hatte schon im Training gute Leistungen gezeigt, so dass ihr Sieg keine Überraschung war. Die Bedingungen mit weichem Schnee wurden zur Wachsfrage. Gustafsson spurtete mit kraftvollen, männlichen Stil davon, den sie sich beim Training mit ihrem Gatten Assar Rönnlund angeeignet hatte, nahm Steigungen mühelos und fuhr die Abfahrten mit pausenlosem Stockeinsatz hinunter. Bei 5 Kilometern hatte sie die Konkurrenz um 9 Sekunden abgehängt, doch sie steigerte sich noch mehr. Erstmals seit Olympia Oslo 1952 (als die Sowjetunion noch nicht teilnahm) kam keine Sowjetläuferin in die Medaillenränge.

### 3 × 5 km Staffel
Olympiasiegerinnen 1964: URS (Alewtina Koltschina, Jewdokija Mekschilo (Karriere beendet), Klawdija Bojarskich (Karriere beendet)) / Weltmeisterinnen 1966: URS (Klawdija Bojarskich (Karriere beendet), Rita Atschkina, Alewtina Koltschina).
| Platz | Land / Sportlerinnen                                              | Zeit                                            |
| ----- | ----------------------------------------------------------------- | ----------------------------------------------- |
| 1     | Norwegen Inger Aufles Babben Enger Berit Mørdre                   | 57:30,0 min 19:08,0 min 19:19,5 min 19:02,5 min |
| 2     | Schweden Britt Strandberg Toini Gustafsson Barbro Martinsson      | 57:51,0 min 19:46,7 min 18:56,7 min 19:07,6 min |
| 3     | Sowjetunion Alewtina Koltschina Rita Atschkina Galina Kulakowa    | 58:13,6 min 19:32,8 min 19:31,2 min 19:09,6 min |
| 4     | Finnland Senja Pusula Marjatta Olkkonen Marjatta Kajosmaa         | 58:45,1 min 19:32,4 min 19:51,6 min 19:21,1 min |
| 5     | Polen Weronika Budny Józefa Czerniawska-Pęksa Stefania Biegun     | 59:04,7 min 19:33,8 min 19:59,1 min 19:31,8 min |
| 6     | DDR Renate Köhler Gudrun Schmidt Christine Nestler                | 59:33,9 min 20:01,6 min 19:27,3 min 20:05,0 min |
| 7     | BR Deutschland Michaela Endler Barbara Barthel Monika Mrklas      | 61:49,3 min 20:11,4 min 21:14,2 min 20:23,7 min |
| 8     | Bulgarien Welitschka Pandewa Nadeschda Wassilewa Zwetana Sotirowa | 65:35,7 min 21:50,4 min 21:07,5 min 22:37,8 min |

Datum: 16. Februar, 8:45 Uhr

Höhenunterschied: 139 m

Totalanstieg: 320 m

Maximalanstieg: 70 m
Es nahmen acht Staffeln mit je drei Läuferinnen teil. Bei feucht-nebeligem Wetter auf einer kräftezehrenden Loipe war auf dem ersten Abschnitt die Norwegerin Inger Aufles die Schnellste und holte einen Vorsprung von fast 25 Sekunden auf die fast zeitgleichen Finninnen, Russinnen und Polinnen heraus, rund zehn Sekunden dahinter folgte auf dem fünften Platz Schweden. Mit der besten Einzelleistung aller Läuferinnen überholte Toini Gustafsson, die 40 Sekunden aufholen musste, drei der vor ihr liegenden Läuferinnen und kam an die führende Enger bis auf 16 Sekunden heran. Im zweiten Abschnitt lagen die Schwedinnen auf dem zweiten Platz, gefolgt von den Russinnen. Im letzten Abschnitt änderte sich nichts an den drei ersten Positionen, denn Martinsson war Mørdre nicht gewachsen und die Norwegerin konnte den Vorsprung sogar noch ausbauen. Im Gesamtfazit der Damenbewerbe war das enttäuschende Abschneiden der Sowjetläuferinnen augenscheinlich, die vor vier Jahren in Innsbruck kaum zu schlagen gewesen waren und sich hier mit einer Silber- und zwei Bronzemedaillen begnügen mussten.

## Skispringen
- Ausführliche Ergebnisse

### Normalschanze
Olympiasieger 1964: Toralf Engan (NOR) (Karriere beendet) / Weltmeister 1966: Bjørn Wirkola (NOR).

| Platz | Land | Sportler           | Weiten (m)  | Punkte |
| ----- | ---- | ------------------ | ----------- | ------ |
| 1     | TCH  | Jiří Raška         | 79,0 / 72,5 | 216,5  |
| 2     | AUT  | Reinhold Bachler   | 77,5 / 76,0 | 214,2  |
| 3     | AUT  | Baldur Preiml      | 80,0 / 72,5 | 212,6  |
| 4     | NOR  | Bjørn Wirkola      | 76,5 / 72,5 | 212,0  |
| 5     | FIN  | Topi Mattila       | 78,0 / 72,5 | 211,9  |
| 6     | URS  | Anatoli Scheglanow | 79,5 / 74,5 | 211,5  |
| 7     | GDR  | Dieter Neuendorf   | 76,5 / 73,0 | 211,3  |
| 8     | URS  | Wladimir Beloussow | 73,5 / 73,0 | 207,5  |
| 8     | TCH  | Ladislav Divila    | 76,5 / 73,0 | 207,3  |
| 10    | FRG  | Günther Göllner    | 77,0 / 70,5 | 207,1  |
|       |      |                    |             |        |
| 14    | GDR  | Manfred Queck      | 75,5 / 72,5 | 205,4  |
| 20    | GDR  | Wolfgang Stöhr     | 73,5 / 71,0 | 199,3  |
| 22    | FRG  | Heini Ihle         | 75,5 / 70,0 | 197,4  |
| 28    | FRG  | Henrik Ohlmeyer    | 75,0 / 67,5 | 193,6  |
| 29    | AUT  | Sepp Lichtenegger  | 72,5 / 70,0 | 193,1  |
| 36    | AUT  | Max Golser         | 74,0 / 65,0 | 186,0  |
| 52    | SUI  | Sepp Zehnder       | 73,5 / 67,5 | 154,2  |
| 54    | GDR  | Bernd Karwofsky    | 72,0 / 67,0 | 151,5  |

Datum: 11. Februar, 13:00 Uhr

Schanze: Le Claret (Autrans); K-Punkt: 70 m

58 Teilnehmer aus 17 Ländern, alle in der Wertung.
Der weiteste Sprung je Durchgang wurde mit 60 Punkten bewertet, hinzu kamen maximal 60 Punkte für den Sprungstil. Jeweils die tiefste und höchste Wertung der fünf Kampfrichter waren Streichergebnisse. Maximal konnten 240 Punkte erzielt werden.
Nur einer der Favoriten, Jiří Raška, wurde den Erwartungen gerecht. Nach dem ersten Sprunglauf gab es geringe Abstände. Raska wies die Punktezahl 115,2 vor Preiml 113,8, Mattila 111,1, Scheglanow 110,0 sowie Wirkola und Neuendorf mit je 108,7 auf. Die beste Weite überhaupt hatte zwar Preiml mit 80 m im ersten Durchgang erzielt, doch Raška hatte hier für seine 79,5 m die besseren Haltungsnoten erhalten; Bachler lag auf Rang 8.

Für den 2. Durchgang war der Anlauf verkürzt worden. (Die Weiten wurden nicht unerheblich gemindert.) Preiml erwischte die Spur nicht gut (er war von drei Spuren in die langsamste geraten und hatte auch den richtigen Absprung verpasst), seine 72,5 m ließen ihn letztlich auf den Bronzeplatz zurückfallen (in einer Reihung des zweiten Durchgangs kam er mit 98,8 Punkten nur auf Rang 19). Bachler sprang auf 76,0 m, wofür er 106,4 Punkte erhielt und nicht nur im 2. Durchgang letztlich Platz 1 belegte, sondern im Ablauf des Springens auch auf Platz 1 vorstieß. Nur Raška blieb unschlagbar; er setzte erneut einen sauberen Sprung (72,5 m), für den ihm 101,3 Punkte zuerkannt wurden (zwar bedeutete diese Note im 2. Durchgang "nur" Rang 8, aber sie reichte für den Erfolg). Trotzdem stellte das Ergebnis der Österreicher mit zwei Medaillen angesichts der sonstigen Dominanz anderer Nationen eine Überraschung dar, wenngleich anderseits Max Golser mit einem Sprung auf sogar 82,0 m im Training hatte aufhorchen lassen. Der amtierende Doppelweltmeister Wirkola sprang 76,5 m und 72,5 m, sodass er hier wie auch später auf der Großschanze ohne Medaille blieb.
Nach dem Probedurchgang hatte es eine österreichische Dreifachführung mit Preiml (78,0 m), Bachler (75,5 m) und Golser (74 m) gegeben.
58 Teilnehmer aus 17 Ländern, alle in der Wertung.

### Großschanze
Olympiasieger 1964: Veikko Kankkonen (FIN) / Weltmeister 1966: Bjørn Wirkola (NOR).

| Platz | Land | Sportler           | Weiten (m)   | Punkte |
| ----- | ---- | ------------------ | ------------ | ------ |
| 1     | URS  | Wladimir Beloussow | 101,5 / 98,5 | 231,3  |
| 2     | TCH  | Jiří Raška         | 101,0 / 98,0 | 229,4  |
| 3     | NOR  | Lars Grini         | 99,0 / 93,5  | 214,3  |
| 4     | GDR  | Manfred Queck      | 96,5 / 98,5  | 212,8  |
| 5     | NOR  | Bent Tomtum        | 98,5 / 95,0  | 212,2  |
| 6     | AUT  | Reinhold Bachler   | 98,5 / 95,0  | 210,7  |
| 7     | GDR  | Wolfgang Stöhr     | 96,5 / 92,5  | 205,9  |
| 8     | URS  | Anatoli Scheglanow | 99,0 / 92,0  | 205,7  |
| 9     | YUG  | Ludvik Zajc        | 96,5 / 93,5  | 203,8  |
| 10    | FRA  | Gilbert Poirot     | 97,0 / 94,0  | 203,7  |
|       |      |                    |              |        |
| 15    | GDR  | Dieter Neuendorf   | 93,0 / 92,0  | 198,8  |
| 22    | AUT  | Max Golser         | 95,0 / 91,5  | 190,4  |
| 28    | AUT  | Sepp Lichtenegger  | 91,0 / 91,0  | 184,6  |
| 29    | FRG  | Günther Göllner    | 93,0 / 85,0  | 183,5  |
| 33    | FRG  | Henrik Ohlmeyer    | 90,5 / 86,0  | 177,9  |
| 36    | FRG  | Franz Keller       | 90,5 / 84,0  | 174,1  |
| 46    | FRG  | Heini Ihle         | 82,0 / 84,5  | 156,4  |
| 47    | SUI  | Sepp Zehnder       | 84,0 / 79,5  | 153,2  |
| 48    | AUT  | Baldur Preiml      | 80,5 / 87,0  | 152,3  |

Datum: 18. Februar, 13:00 Uhr

Schanze: Dauphiné (Saint-Nizier-du-Moucherotte); K-Punkt: 90 m

58 Teilnehmer aus 17 Ländern, alle in der Wertung.
Es galt dasselbe Wertungssystem wie auf der Normalschanze mit maximal 240 Punkten. Beloussow erzielte in beiden Durchgängen die beste Weite.
Da es am 16. Februar wegen Nebels kein Training gegeben hatte, war sogar in Betracht gezogen worden, den Bewerb selbst erst einen Tag nach dem vorgesehenen Ende der Spiele, also am 19. Februar, durchzuführen. Es gab auch einen Fehler durch den Veranstalter, als er den Probedurchgang als ersten Wertungsdurchgang ankündigte (hier waren die Österreicher Bachler (101,5 m) und Preiml (98,0 m) am weitesten gesprungen). Tatsächlich hätte der Probedurchgang nur bei einem Ausfall eines Wertungsdurchgangs gezählt.
Beloussow war der erste Sowjetsportler, der im Spezialsprunglauf eine Olympiamedaille gewann. Er galt für die meisten als Außenseiter, doch er hatte das Qualifikationsspringen der Sowjet-Springerelite gewonnen und auch in zwei vorherigen Konkurrenzen Raška geschlagen. Bereits im Probedurchgang war er der Beste gewesen, vor Wirkola und Bachler, die ihre Leistung nicht bestätigen konnten. Ähnlich schlecht sprang auch Veikko Kankkonen.
Für seinen ersten Sprung erhielt Beloussow 118,0 Punkte, Raška 116,3, dazwischen lag der Japaner Takashi Fujisawa, dem 116,8 Punkte zuerkannt worden waren. Im zweiten Durchgang (bei verkürztem Anlauf) schaffte Raška mit 98 Metern vorerst den weitesten Sprung der Medaillenanwärter, doch Beloussow war noch um einen halben Meter besser. Der einzige, der noch Gold hätte holen können, war Fujisawa, der nun den Absprung verfehlte, gerade noch einen Sturz verhindern konnte und auf Rang 18 zurückfiel. Der Japaner war zwar gut weggekommen, bekam aber Oberluft und musste den Sprung vorzeitig abbrechen. Die großen Verlierer waren die Nordländer, trotz Bronze für Lars Grini und Rang 5 für Bent Tomtum, denn Rang 23 für Wirkola und 24 für Olympiasieger Kankkonen stellten aus deren Sicht eine schwere Niederlage dar. Bei den Österreichern entsprachen die Leistungen von Golser und Lichtenegger den Erwartungen; Bachler konnte sich noch von Rang 8 auf 6 verbessern. Preiml hatte den ersten Sprung total verhaut (Rang 55).

## Nordische Kombination
Olympiasieger 1964: Tormod Knutsen (NOR) (Karriere beendet) / Weltmeister 1966 Georg Thoma (FRG) (nur mehr bei Volksläufen aktiv).

| Platz | Land | Sportler              | Punkte Springen | Punkte Laufen | Punkte totel |
| ----- | ---- | --------------------- | --------------- | ------------- | ------------ |
| 1     | FRG  | Franz Keller          | 240,1           | 208,94        | 449,04       |
| 2     | SUI  | Alois Kälin           | 193,2           | 254,79        | 447,99       |
| 3     | GDR  | Andreas Kunz          | 216,9           | 227,20        | 444,10       |
| 4     | TCH  | Tomáš Kučera          | 217,4           | 216,74        | 434,14       |
| 5     | ITA  | Ezio Damolin          | 206,0           | 223,54        | 429,54       |
| 6     | POL  | Józef Gąsienica       | 217,7           | 211,08        | 428,78       |
| 7     | URS  | Robert Makara         | 222,8           | 204,12        | 426,92       |
| 8     | URS  | Wjatscheslaw Drjagin  | 222,8           | 201,58        | 424,38       |
| 9     | GDR  | Roland Weißpflog      | 186,3           | 238,00        | 424,30       |
| 10    | JPN  | Hiroshi Itagaki       | 237,4           | 177,25        | 414,65       |
| 11    | GDR  | Karl-Heinz Luck       | 198,8           | 215,22        | 414,02       |
|       |      |                       |                 |               |              |
| 14    | FRG  | Gunter Naumann        | 190,0           | 220,89        | 410,89       |
| 25    | FRG  | Alfred Winkler        | 192,8           | 188,79        | 381,59       |
| 29    | FRG  | Hans Rudhart          | 195,4           | 179,34        | 374,74       |
| 32    | AUT  | Ulli Öhlböck          | 168,8           | 189,20        | 358,00       |
| 34    | AUT  | Waldemar Heigenhauser | 197,2           | 159,49        | 356,69       |
| 35    | AUT  | Helmut Voggenberger   | 181,9           | 160,07        | 341,97       |

Skispringen: 10. Februar, 13:00 Uhr

Schanze: Le Claret (Autrans); K-Punkt: 70 m
Langlauf 15 km: 12. Februar, 09:00 Uhr

Höhenunterschied: 275 m; Maximalanstieg: 70 m; Totalanstieg: 470 m

41 Teilnehmer aus 13 Ländern, alle in der Wertung.
Beim Springen hatte jeder Athlet drei Versuche, von denen die beiden besten in die Wertung einflossen. Die Punkte wurden ermittelt, indem man die fünf besten Weiten eines Durchgangs addierte und durch 5 teilte. Entsprechend ihrer Weite erhielten die Wettkämpfer eine Wertung unter oder über diesem Mittelwert. Ein Rückstand von 12 Punkten bedeutete, dass beim 15-km-Langlauf exakt eine Minute aufgeholt werden musste. Nach dem Springen führte Franz Keller die Wertung an, Mitfavorit Alois Kälin lag auf dem 24. Rang und musste in der Loipe einen Rückstand von dreieinhalb Minuten aufholen. Kälin lief die mit Abstand beste Zeit, doch am Ende des Rennens betrug Kellers Vorsprung 1,05 Punkte oder rund sechs Sekunden.

Ergebnis Springen: 1. Keller 240,1 (73,0/77,5 m); 2. Hiroshi Itagaki (JPN) 237,4 (73,5/76.0 m); 3. Fiedor (POL) 234,3 (74,0/74,0 m); 4. Taniguchi (JPN) 224,4 (73,0/72,5 m), 5. ex aequo Wiaczesław DriaginDriagin (71,5/74,5 m) & Makara (URS) (72,5/74 m) 222,8; 7. Andersen (NOR) 221,2 (72,5/72,5 m); 8. Gąsienica (POL) 217,7 (72,5/71,5 m); 9. Kučera (ČSSR) 217,4 (72,0/73,0), 10. Kunz (GDR) 216,9 (72,5/74 m); weiters 21. Heigenhauser; 32. Voggenberger; 35. Öhlböck

Für die Nordländer gab es eine schwere Schlappe; Rang 21 für Mikkel Dobloug (NOR), so etwas hatte es in der Geschichte der Nordischen Kombination noch nie gegeben. Franz Keller holte bei diesen Spielen die erste Goldmedaille für die FRG.